# Vij (film, 1916)
Pour les articles homonymes, voir Vij (homonymie).
Pour plus de détails, voir Fiche technique et Distribution.
Vij (Вий) est un long métrage muet russe de Ladislas Starewitch réalisé en 1916. 
Elle adapte la nouvelle éponyme de Nikolaï Gogol. Le film n'a pas survécu jusqu'à aujourd'hui et est considéré perdu.
Dans un certain nombre de sources, la date de sortie du film est 1913 ou 1918. Cependant, les experts du Musée central du cinéma (ru) à Moscou considèrent que l'année de sortie du film est 1916.
Il s'agit de la troisième tentative (après les films de 1909 et 1912) dans l'histoire du cinéma de porter la nouvelle Vij à l'écran.

## Fiche technique
- Titre original : Вий[1],[2]
- Réalisateur et scénariste : Ladislas Starewitch
- Photographie : Ladislas Starewitch
- Production : Alexandre Khanjonkov